# Leptagrostis
Leptagrostis is een geslacht uit de grassenfamilie (Poaceae). De enige soort uit dit geslacht (Leptagrostis schimperiana) komt voor in Ethiopië.